# Epiderma

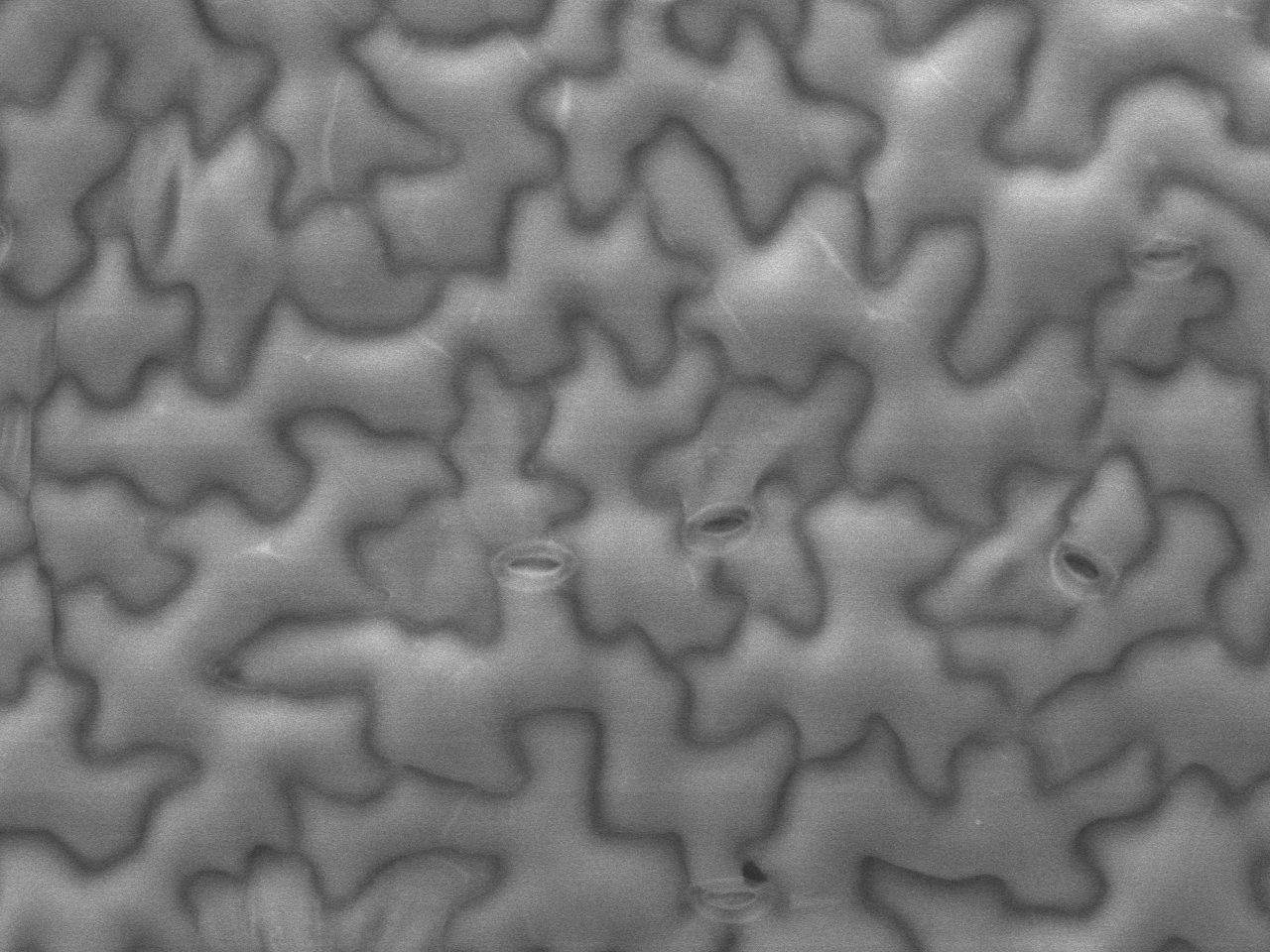
Komórki epidermy rzodkiewnika

Epiderma, skórka – w szerokim znaczeniu jest to tkanka roślinna okrywająca, obejmująca zarówno powierzchniową warstwę komórek pędu, jak i korzenia.
W ściślejszym znaczeniu epiderma definiowana jest jako skórka pędu roślin naczyniowych – powierzchniowa powłoka łodygi, liści i organów generatywnych, podczas gdy skórkę korzenia nazywa się ryzodermą (epiblemą).
Skórka wyróżniana jest także w budowie różnych części różnych pokoleń mszaków. Tworzy ją warstwa ściśle do siebie przylegających żywych komórek pozbawionych chloroplastów. Najczęściej jest to pojedyncza warstwa komórek.
U roślin magazynujących wodę epiderma jest wielowarstwowa. W tym przypadku wierzchnia warstwa komórek zapewnia ochronę organu, a kolejne warstwy magazynują wodę, tworząc tkankę wodną.

## Budowa i funkcje
Pełni funkcje okrywającą. Tworzy ją najczęściej pojedyncza warstwa komórek, ściśle do siebie przylegających pozbawionych chloroplastów i otoczonych celulozową ścianą.

### Skórka u mszaków
U glewików plecha gametofitu zbudowana jest jednorodnie, ale już w budowie sporofitu wyróżnia się skórkę zbudowaną z wydłużonych pionowo komórek, między którymi znajdują się aparaty szparkowe. U mchów skórka występuje w secie sporofitu i łodyżce gametoforu, może być jedno- lub kilkuwarstwowa, z aparatami szparkowymi położonymi na powierzchni lub zagłębionymi. Specyficznie wykształcona kilkuwarstwowa tkanka okrywająca torfowców określana jest mianem hialodermy. Wśród wątrobowców skórka wyróżniana jest tylko w plechach gametofitów porostnicowców. Na powierzchni górnej zawiera aparaty szparkowe, na dolnej chwytniki i łuski brzuszne.

### Skórka u roślin naczyniowych
U roślin naczyniowych epiderma występuje tylko na powierzchni organów o budowie pierwotnej oraz w łodydze roślin zielnych. U innych roślin wieloletnich w momencie rozpoczęcia przyrostu wtórnego i rozrastania się łodygi na grubość skórka zastępowana jest przez perydermę (korkowicę). U niektórych roślin tworząca ją tkanka korkotwórcza zakłada się w samej skórce, u większości jednak w warstwie podskórkowej.
Zewnętrzna część ścian komórkowych w skórce roślin naczyniowych jest zwykle grubsza i wysycona kutyną. Kutyna tworzy na skórce ochronną warstwę zwaną kutykulą. Wysycenie kutyną następuje w procesie inkrustacji a pokrycie dodatkową warstwą kutykuli w procesie adkrustacji. W efekcie organizm rośliny jest chroniony przed utratą wody. Pokryta kutykulą epiderma jest także trudno przepuszczalna dla gazów. W celu zapewniania odpowiedniej wymiany gazowej w epidermie znajdują się aparaty szparkowe. Komórki aparatów szparkowych są jedynymi komórkami epidermy zawierającymi chloroplasty.
Epiderma może być gładka, wtedy zazwyczaj posiada grube warstwy kutykuli, lub może wytwarzać na swojej powierzchni rozmaite twory, takie jak: włoski i kolce, u paproci łuskowate wyrostki zwane ramentami.